# John Huarte
John Gregory Huarte (* 6. April 1944 in Anaheim, Kalifornien) ist ein ehemaliger amerikanischer American-Football-Spieler.
Er war zwischen 1962 und 1964 im College Football als Quarterback für die Fighting Irish der University of Notre Dame aktiv und wurde 1964 mit der Heisman Trophy für den besten Spieler geehrt. Damit ist er der sechste Spieler in der Geschichte der Notre Dame Fighting Irish, der diese Auszeichnung erhielt. Er gilt als einer der außergewöhnlichsten Heisman-Gewinner in der Geschichte des College Football, da er verletzungsbedingt erst in seinem letzten Jahr an der Universität in die Startaufstellung der Fighting Irish aufgerückt war, die im gleichen Jahr von Cheftrainer Ara Parseghian übernommen wurde.
John Huarte wurde 1965 sowohl im NFL Draft von den Philadelphia Eagles als auch im AFL Draft von den New York Jets ausgewählt. Er spielte 1965 in der American Football League (AFL) zunächst eine Saison lang für die Jets, bevor er 1966/1967 für die Boston Patriots ebenfalls in der AFL aktiv war. 1968 wechselte er in die National Football League (NFL) zu den Philadelphia Eagles. Von 1969 bis 1971 spielte er in der NFL bei den Kansas City Chiefs und 1972 bei den Chicago Bears. In den Jahren 1974/1975 war er bei den Memphis Southmen in der kurzlebigen World Football League aktiv.
Seit dem Ende seiner Profikarriere betätigt er sich geschäftlich als Inhaber einer in mehreren Bundesstaaten vertretenen Fliesen- und Marmor-Handelskette. Er ist verheiratet und Vater von fünf Kindern. Im Jahr 2005 wurde er in die College Football Hall of Fame aufgenommen.